# 海姆博恩
海姆博恩是德国莱茵兰-普法尔茨州的一个市镇。总面积3.74平方公里，总人口288人，其中男性143人，女性145人（2011年12月31日），人口密度77人/平方公里。